# 一瀬益夫
一瀬 益夫（いちのせ ますお、1948年5月22日 - ）は、日本の経営学者。東京経済大学名誉教授。専門は、経営情報システム論。

## 経歴
- 長野県諏訪市出身。
- 長野県諏訪清陵高等学校卒業。
- 一橋大学商学部卒業。一橋大学大学院商学研究科博士課程単位取得満期退学。指導教官は宮川公男[2]。
- 1975年 東京経済大学助手
- 1977年 同大学専任講師
- 1981年 同大学助教授
- 1993年 同大学教授
- 2002年 - 2004年 経営学部長
- 2008年 - 2012年 副学長
- 2018年 - 定年退職、名誉教授[3]

## 著作
- 『現代情報リテラシー入門 新版』（同友館、2006年、ISBN 9784496041426）
- 『情報リテラシー入門 新版』（同友館、1999年、ISBN 9784496028007）